# Bow Chicka Wow Wow
Bow Chicka Wow Wow è un singolo del cantautore statunitense Mike Posner, pubblicato il 3 febbraio 2011 come terzo estratto dall'album 31 Minutes to Takeoff.

## Descrizione
Il brano figura la collaborazione del rapper Lil Wayne. Il brano è stato scritto e prodotto dal team di produzione discografica statunitense The Smeezingtons, composto da Bruno Mars, Philip Lawrence e Ari Levine.

## Tracce
Promo Digital Jive - (Sony)
1. Bow Chicka Wow Wow - 3:43

## Classifiche
| Classifica (2011)    | Posizione più alta |
| -------------------- | ------------------ |
| Australia            | 40                 |
| Nuova Zelanda        | 21                 |
| US Billboard Hot 100 | 30                 |
| US Billboard Pop 100 | 21                 |